# Positionierungsflug
Der Positionierungsflug (englisch positioning flight) ist in der Luftfahrt ein Leerflug, bei dem ein Verkehrsflugzeug zum Flughafen der Nachfrage geflogen wird.

## Allgemeines
Er dient allein der Ortsveränderung des Flugzeugs und nicht dem Personen- oder Gütertransport. Da sich lediglich fliegendes Personal an Bord befindet, handelt es sich beim Positionierungsflug um einen Leerflug. Positionierungsflüge finden statt, wenn Flugzeuge zu ihren tatsächlichen Einsatzorten ohne Nutzlast geflogen werden müssen. Diese Leerflüge sind notwendig, um Passagiere oder Luftfracht am gewünschten Flughafen abzuholen.

## Arten
Es gibt folgende Arten von Leerflügen:
| Leerflug            | Zweck |
| ------------------- | --- |
| Dead-Head-Flug      | die Beförderung fliegenden Personals als Passagiere von oder zu einem Einsatzort                                                     |
| Empty-Legs-Flug     | die Leerkapazität wird an einem anderen Standort benötigt                                                                            |
| Positionierungsflug | ein Flugzeug wird an den Standort der Nachfrage geflogen                                                                             |
| Überführungsflug    | ein neues oder gebrauchtes Flugzeug wird vom Hersteller oder Voreigentümer an den Erwerber, z. B. eine Fluggesellschaft ausgeliefert |

Bei Verkehrsflugzeugen tritt der Empty-Legs-Flug eher selten auf, häufiger dagegen bei Privatflugzeugen und anteilig geleasten Maschinen. Zu Beginn der Hauptsaison oder in der Nebensaison kann es jedoch bei Zielen des Massentourismus dazu kommen, dass Flugzeuge beim Hinflug voll ausgelastet sind, aber den Rückflug mangels Nachfrage leer oder gering ausgelastet antreten.
Auch der Überführungsflug ist ein Leerflug, bei dem ein neues Flugzeug vom Hersteller oder Käufer oder ein gebrauchtes Flugzeug vom Voreigentümer bzw. Händler oder Käufer an seinen vorgesehenen Standort gebracht oder abgeholt wird.
Bei einem Dead-Head-Flug wird fliegendes Personal aus Gründen der Personalkapazität zu einem anderen Flughafen geflogen oder von dort abgeholt. Für das Personal ist der Dead-Head-Flug eine Dienstreise.

## Zweck
Eine Fluggesellschaft muss sich entscheiden, an welchen Flughäfen – außer dem Heimatflughafen – Flugzeuge stationiert werden. Sie sollten dort stationiert sein, wo Nachfrage zu erwarten ist. Um eine möglichst gleichmäßige Auslastung der Flugzeuge zu gewährleisten, werden Flugzeuge durch die Disposition auch an anderen Flughäfen stationiert. Dadurch entsteht ein nationales Hub-and-Spoke-System. Dennoch kann es zu Leerkapazitäten an einem Flughafen und gleichzeitiger Nachfrage an einem anderen Flughafen kommen, an dem jedoch keine Verfügbarkeit vorhanden ist. Dann kann die Fluggesellschaft durch Positionierung den Standort der Maschine wechseln, was durch einen Positionierungsflug geschieht.
Sie können auch nach einem Streik, einem größeren Wetterereignis oder einer ähnlichen Betriebsstörung erforderlich sein, die zu zahlreichen Annullierungen und Änderungen im gesamten Streckennetz einer Fluggesellschaft geführt hat, weswegen zahlreiche Besatzungsmitglieder und/oder Flugzeuge nicht mehr für den planmäßigen Ablauf am richtigen Ort bereitstehen.
Für die mehr als 300 Rückholflüge, mit denen beim COVID-19-Rückholprogramm der deutschen Bundesregierung vom 16. März bis zum April 2020 rund 250.000 Personen nach Deutschland zurückgebracht wurden, mussten alle Flugzeuge zunächst leer zu den jeweiligen Zielflughäfen in einer Vielzahl von Ländern überführt werden. Die weitesten Flüge mussten bis nach Neuseeland und auf die Fidschiinseln durchgeführt werden. Auch dabei handelte es sich um klassische Positionierungsflüge.

## Abgrenzung
Der Positionierungsflug unterscheidet sich vom Überführungsflug dadurch, dass letzterer nur mit neu in die Flugzeugflotte aufgenommenen Flugzeugen zwecks Integration in das Verkehrsnetz vorgenommen wird.